# Laminacauda luscinia
Laminacauda luscinia là một loài nhện trong họ Linyphiidae.
Loài này thuộc chi Laminacauda. Laminacauda luscinia được Alfred Frank Millidge miêu tả năm 1985.